# 曽山一寿
曽山 一寿（そやま かずとし、1978年9月24日 - ）は、日本の漫画家。東京都出身。本郷高等学校デザイン科卒。

## 経歴
小学1年生の頃、沢田ユキオがわんぱっくコミックでスーパーマリオの漫画を描いていたことに衝撃を受け、漫画家を志す。それまではこの世のすべての漫画を藤子不二雄が描いていると思っていたが、以降は様々な人気漫画に触れていくようになる。高校3年時、『おやさい戦士ともゆき』で第40回小学館新人コミック大賞児童部門の最終選考まで残る。その頃からコロコロで持ち込みを続けたが担当から「もう来なくていい」と言われ、その後一時期ライバル誌のコミックボンボンに移り2年間の間に連載陣のアシスタントや打ち合わせなどを経験したり、「一番目に漫画家になりたかったが二番目になりたい職業が役者だった」ということから18〜19歳の頃に2年間劇団へ所属し全国を周る役者として活動するなど試行錯誤が続いた。
2000年、『ぼくのおじいちゃん』で第47回小学館新人コミック大賞児童部門佳作を受賞。同時期、ボンボンからは連載の話があったが、ボンボンの連載とコロコロでの活動のどちらかを選ばなければならない状況となり、一度は縁が切れたと思われたコロコロに戻った。
2001年、月刊コロコロコミックに読み切りとして『絶体絶命でんぢゃらすじーさん』が掲載される。その後別冊コロコロコミックで『探偵少年カゲマン』（原作：山根あおおに）で初の連載を経験。月刊コロコロコミック2001年10月号から『絶体絶命でんぢゃらすじーさん』の連載を開始した。連載に際し、編集者からは「君はコロコロのダウンタウンになりなさい」と発破を掛けられた。
2004年、『絶体絶命でんぢゃらすじーさん』で第50回（平成16年度）小学館漫画賞児童部門を受賞。同作品は長期連載となり、月刊コロコロコミックの看板的存在として根強い人気を誇るようになる。

## 人物
- 曽山は子供が見ても大人が見ても面白いドリフのような漫画が描けるように目指している。また、画力が漫画家の中でかなり下層に属することを自覚しているので、画力を伸ばすよりも自分の武器になるインパクトのアイデアを出せるようにすることを心掛けている[2]。
- アシスタント時代に師事していたある漫画家から「コマが足りない」と自身の試作品について指摘され、人に伝わるように書く大切さを学んだ[3]。
- 私生活では30歳の時に結婚したが、ほぼ同時期に昔のバイト先の先輩が離婚した。そんな中で空気を読まずに夫婦円満の秘訣を先輩から聞くと「言いたい事をちゃんと伝える」「相手に変わってほしいと思う前に自分が変わる」「乱暴な言葉を使わない(この世のケンカの殆どは話の内容ではなく言い方によって起こる)」と助言され、最後に「この秘訣はオマエ自身の幸せのためにある。1人の女性と結婚して同じ屋根の下で暮らす以上、自分が幸せになるには相手の幸せが必要不可欠なんだよ!!」との言葉を贈られた[4]。
- ある時硝子体出血となったが、1週間程度で自然治癒した。これが網膜剥離なら一刻も早い手術を要する失明の危機との戦いであったため、すぐに眼科に駆け込んだのは賢明な判断であった。だがこの出来事によって曽山は「目が見えなくなったらそれまで何千時間とかけて積み上げてきた技術や経験が一瞬で消える」と自覚し、悔いのない漫画家人生を送れるようにしたいと心に決めた[5]。
- Twitterやブログに漫画を掲載するようになったのは、漫画が仕事となってから結果ばかりを求めるようになったことから、ただ楽しく描くという遊びの体験を求めていたためであった。Twitterやブログに漫画を自主公開するようになってから曽山は子供の頃に戻ったような楽しさを感じたという[6]。その中で版権作品を無許可で描くなど、雑誌ではまず認められない表現もしたという[7]。
- 好きな音楽はアニソン。好きなアニメは『爆走兄弟レッツ&ゴー!!』で（『でんじー』を除いて）世界で一番好きなアニメであると公言しており、そのテーマソング『ウイニング・ラン! ～風になりたい～』を自身の結婚式で流し、涙するほどの爽快感を味わった（そんな夫に対して、隣にいた妻はその異様な空気感に絶句していた様子）[8]。
- 漫画家仲間では特に松本しげのぶとの交友が深い（曽山の漫画にて連続したコマの背景の中で「松本しげのぶ大先生を花火に誘ったら断られた」と語られたり[9]、共同で描いた漫画の中でお互い自虐ネタを交えて殴り合ったことも[10]）。
- 6歳の時に人生で初めて作った料理が、ご飯に醤油をぶっかけただけのぶっかけしょうゆごはん。食べた曽山曰く「餌食ってるみてぇ!!」[11][12]。
- 7歳の時にトーナメント表を無意識で描きまくっていた時期があり、回想した曽山は軽い病気とまで考えていた[13]。
- 12歳の時に新しいテレビでゲームをやるため、電気屋へステレオAVケーブルを買いに行った時に店員からAVを観るのかと揶揄われ、当時その意味を知らなかった曽山は大人になってから最低だと思った[14][15]。
- 小学生の頃、流行っていたウルトラコインをある日奮発して5枚買ったところその中に1枚、滅多に出ないと言われるウルトラの母が出た。大喜びで帰宅したもののウルトラの母だけ帰り道で紛失した[16]。
- 小学生の頃は『キン肉マン』の超人募集コーナー（採用されると漫画に登場できる）にハガキを頻繁に送っており、キン肉マンと戦うのを考えてちゃんと弱点も併せて書いていた。しかしハガキが採用されることは一度もなかった[17]。
- 「紙を破いた時に変な顔をする[18]」「家で立ち読みする[19]」「鼻毛を切った後に鼻をかみ、かんだ後のティッシュを見て快感を覚える[20]」など、変な癖を持つ。
- 曽山曰く「昔から漫画の才能があった」と自負していたが、小学生の頃に制作した漫画を読み返してみると全てパクリだった[21]。
- 非常に飽きっぽい性分で、靴下を片方でやめてしまうほど[22]。また、「基本的にはいつもヘラヘラナヨナヨしてる情けない男」と自称しているがどうしても仕事をする気分になれない日は、男らしくサボる[23]。
- 漫画の作業中に眠気や辛さを覚えた時はなるべく「楽しい事」を考えるようにしている。しかし、曽山の考える「楽しい事」は8割以上が意味不明である[24]。
- 小学1年生の頃から漫画家を夢見ていたが、幼稚園の頃の夢はラーメン屋の屋台になることだった[25]。
- 小学生の時に音楽の授業内でフニクリ・フニクラを合唱する時間があった。当時先生だったのが「藤倉先生」で曽山はフニクリ・フニクラを藤倉先生のテーマ曲だと勘違いし、生徒を集めて自分のテーマ曲を合唱させる藤倉先生をヤバい教師だと思い込んでいた[26]。
- 上記からもわかる通りかなりの天然ボケであり、他にも「気がついたらそこに落ちていた輪ゴムで30分も遊んでいた[27]」「漫画家仲間数人と心霊スポットに行った際、『おやつはいくらまでですか?』とよくわからない質問をした[28]」「耳掃除が大好きで毎日しているにも拘らずある日右耳が聞こえなくなり、耳鼻科を受診したら『耳くそのたまりすぎ』と診断された[29]」「電話で歯医者の予約を取っていて名前を尋ねられ、苗字を伝えたら『曽山様ですか?』と聞かれ『はい、曽山様です!』と返した[30]」「漫画の作業に集中するあまり、鼻水が垂れて原稿を濡らしても2分ぐらいは気付かない[31]」等のエピソードがある。
- じーさんのお悩み解決コーナーにて肩と腰のダルさを相談するも、「てめぇの悩みなんか知るかっ!!」と一蹴された[32]。
- 自画像でもある「ソヤマ氏」もメガネだが、デビュー初期の頃はテレビ出演やサイン会の場合にコンタクトをつけていた[33]。また妻もメガネを着用している[34][35]。
- メカ等の近未来系の作画が苦手で『ZOIDS』の作品を依頼されたときは描き方がよくわからず、ゾイドが人間のような足を生やしたり排泄行為をしたりと『ZOIDS』の世界観とはかけ離れたギャグ作品になってしまう。作者自身はメカの実力について「全ての漫画家の中で下から4番目ぐらい」「編集部から山のような量の資料用のゾイドが送られてきたうえ、コロコロの新年会のくじ引きでゾイドが当たった時は呪いかと思った」と語っている[36]。
- 読者から送られるファンレターの宛名は「曽山」「ソヤマ」「そやま」など、ほとんど呼び捨て[37]。
- 2002年のM-1グランプリにて友人と共にコンビ『こち亀5、6巻』として出場した。しかしウケたのは1回戦での司会がコンビ名を読み上げた時だけで、披露した漫才は地獄のようにすべった[38][39]。
- でんじーのアニメのアフレコ現場を訪れた際に「なんでもいいから面白いことを言ってください」と指示され（台本一切なし）、考えた末に「もみもみ拳法食らえーっ!!」と叫び声優たちに唖然とされた（なお、アニメ第2期のエンディングパートでの毎回変わるセリフは曽山本人が担当しており、その中で実際に「食らえ!もみもみ拳法!!」と言っている回が存在する）[40]。
- 2003年末の『おはスタ』で放送された、自身がストーリー制作・演出等を手掛けたじーさんの10分長編アニメを観て笑わずに泣いてしまった[41]。
- でんじーの初ゲーム化となるGBAソフト・絶体絶命でんぢゃらすじーさん 〜史上最強の土下座〜の売れ行きが好調だった記念の忘年会に、原作者という立場にも拘らず連れて行ってもらえなかった[42]。
- 上記の件で担当に対して駄々をこねると「史上最強の絶体絶命新年会」と銘打った新年会には連れて行ってくれた。会場へ入った時に受け取る番号札を使っての新年会メインイベント・くじ引き大会にて最後の目玉商品「2004年お楽しみグッズ」が当たり、一体どんな物かワクワクしているととても大きいスポーツバッグを出され、開けてみると中身はエスパー伊東で曽山はTシャツをもらったという[43]。エスパー伊東が2024年に逝去した際には追悼コメントを発表している。
- 心から尊敬する3大漫画家は島本和彦、沢田ユキオ、藤子・F・不二雄[44]。1991年に沢田ユキオのサイン会へ足を運んだことがある[45]。
- ライバルと思っている漫画家は松本しげのぶ、村瀬範行、永井ゆうじ、高校の同級生でもある杉谷和彦[2]。
- 高校1年生の時、校外学習の帰りのバスの中で窓際の席から静かに遠くを眺めて「ここから見えるすべての人をオレの漫画で笑わせてみせる…」と呟いたことを、Twitter上で高校時代の同級生であるひこちゃんに暴露された[46]。ちなみにその時、曽山の隣の席に座っていたひこちゃんはこの呟きに少しだけ恐怖を覚え、思いきり聞こえないふりをしながら無視していた[47]。
- 『絶体絶命でんぢゃらすじーさん』の話の1つ、『ふくびきでドキドキじゃっ!』の原稿作業中にドイツのテレビクルーが取材に訪れた[48]。
- 現在の自宅はガレージ付きの一戸建てだが、本人は運転免許を所持していない[49]。以前の自宅は小学校に程近い所に位置し、「小学校の近くに住んでいるので最近の小学生は何が流行っているか分かる」と語っている[50]。
- 20歳の頃にテーマパークにてバイト中、客が全く来ない暇を潰したくなってポケモン言えるかな?をノリノリで歌っていたところを客にしっかりと見られていた[51][52]。
- 20歳の頃は漫画が載りさえすればどこの雑誌でもいいと思っていた時期があり、一度だけ非常にマイナーな出版社へ持ち込みに行った。編集部のある階を受付に尋ねたが受付すらその階を知らず、持って行った原稿は全てボツにされた[53][54]。
- 20歳の頃、ある漫画家のアシスタントとして働いていた時に消しゴムがけの指示を受け、銀行で貰ったキャラクター消しゴムを使い「プロの原稿なめんな!!」とそこそこ怒られた[55][56]。
- 初めてサイン会をした時1人の子供から、ベイブレードのパーツの一部であるビットチップにじーさんを描いてほしいと頼まれた。しかしサインは拒否された[33]。
- 『イナズマイレブン』が好みであり、でんじーでは作中で何度かネタとして登場させている[57]（孫曰く「このマンガの作者仕事せずにイナズマイレブンばっかりやってるらしいよ[58]」）。
- 忍者についてのエピソードを描くために滋賀県甲賀市に位置する甲賀の里忍術村まで赴いて忍術を体験し、免許皆伝の巻物も貰ってきた。また忍者にも関わらず何故か忍者服が赤かった[59]。「池に落下した」「局部への痛みを堪えながら綱渡りをした」「高所から飛び降りて軽く身体を痛めた」「外国人に大笑いされた」等を経験した曽山曰く「マンガ家の仕事じゃねぇーっっ!!!」[60]。その他にも刺身やラーメン、サザエのつぼ焼き等を食べたらしく体重が2キロ増えた（じーさん曰く「それ『グルメ旅行』じゃないかーっっ!!」）[60]。
- クリスマスに駅前のベンチで、顔を覆ってひどく塞ぎ込んでいる様子のサンタを見たことがある[61]。
- 『絶体絶命でんぢゃらすじーさん』の話の1つ、『ハワイでバカンスじゃっ!』の原稿作業中はハワイへ行ったことがなかったものの、原稿が完成した2か月後実際にハワイを訪れた[62]。
- ポケモンカードのルールを子供に教える仕事をしていた[63][64]。
- コロコロコミック系のみならず、4大週刊少年漫画雑誌（『ジャンプ』『マガジン』『サンデー』『チャンピオン』）も購読しており、大人気と言われている作品は必ず読むタイプ[2]。
- 小学3年生からコロコロコミックを読み始め現在に至るまで読み続けており、読み逃したのは1回のみ[2]。
- 自分の部屋で嘔吐してしまったことがある[65]。
- うんこネタに強いこだわりを持ち、子供の頃から「うんこを出せばいいと思っている漫画」と「うんこの使いどころを見極めている漫画」を区別していた。そのため安っぽいうんこではなく「面白いうんこ」を描こうと心掛けている[2]。
- 吹き出しの台詞はおろか効果音まで「うんこ」の漫画を描いた理由が28歳の時に大便を失禁した記念だった。この衝撃の事実を受けて孫は「そんなヤツに描かれてるオレたちってー!!」と失望した[66]。
- 小学生の頃、一度だけ野糞をした[67]。
- 子どもの頃は鼻糞を食べていた[68]。
- 『絶体絶命でんぢゃらすじーさん』の話の1つ、『ワシの頭が止まらんのじゃっ!』の原稿が完成した翌日（2009年2月8日[69]）に結婚式をした[70]。
- 1児の父[71]であり、その子供はでんじー邪大長編『はなの下のミゾはハナミゾって名前でどうスか?』の原稿が完成した翌日に生まれた[72]。
- なぜかベイブレードの新デザインコンテストのハガキがじーさんのお悩み解決のコーナーに送られてきたので、ハガキを送ってきた読者の欲しい欲しくないに拘らず自分のサインを送り返した[73]。
- 「サインくれ」と238回も書かれたハガキを送った読者1人に238枚ものサインを送った（孫曰く「ほとんどいやがらせだーっっ!!」）[74]。その扉絵漫画の載った話が掲載されてから2週間後、大量に届いたファンレターがサインの催促ばかりだった[75]。
- 第1回校長人気投票にて、投票のハガキを送った読者に抽選で1000名に1枚ずつサインを送った[76]。ちなみに1000枚のサインを書いている最中に頭がボーっとして眠りこけてしまい、気が付いたらサイン色紙にコロッケや切札勝舞を描いていた[77]。
- 「じーさんおもしろ顔コンテスト」にて1位になった読者にどんな願いでも1つだけ作者に叶えてもらえる権利を贈与した[78]。なお、1位になった読者の叶えてもらいたい願いが「私だけのトロフィーをください」だった為、自腹でプロの業者に高さ111cmのスペシャルトロフィーを作ってもらい読者に送った（じーさんと孫曰く「いらねぇーっっっ!!!」、曽山曰く「オレもいらねぇーっっっ!!!」）[79]。
- マラソン大会のエピソードで1着と2着のキャラを当てた読者6名に、3DSソフト・でんぢゃらすじーさんと1000人のお友だち邪を自腹でプレゼントした[80]。
- ネクタイを結ぶのが苦手で、40歳になった時点でも未だにうまく結べていない[81]。
- 『コロコロアニキ』などにてサラリーマンになったじーさんの活躍を描いた『でんぢゃらすリーマン』を連載していたが、曽山曰く「社会不適合者」と自虐するほどサラリーマンの経験は全く無く、持っていたサラリーマンのイメージが「会社で何か書いたり、書類を持ってウロウロしたり、困ったら美味いものを食べて解決」と、クッキングパパ程度の知識だった[82]。
- 『ドラゴンボール』の神龍に「家の近所にたてておくれーっ!!」と願いたいほどやよい軒が好き[83]。
- 小学生の頃は少年野球チームへ入団していたが万年補欠だった。監督から「お前はウチの秘密兵器だ」と励まされるも、最後まで秘密のまま卒業した[84][85]。
- 好きな映画はドラえもん のび太の日本誕生、逆境ナイン、少林サッカー、クレヨンしんちゃん ガチンコ!逆襲のロボとーちゃん[86]。
- 猫を1匹飼っており、溺愛している[87]。
- ライブドアの公式ブロガーの立場だが、公式ブログの閲覧者の男女比は約2:8であり、出身高校が男子校で作風が作風なことから「詰んだ」と感じたという[88]。
- 2017年のインタビューでは、児童誌の漫画家としては極めて異例と言える単行本累計100冊を目指したいと抱負を語った[2]。

## 作品リスト
| タイトル                          | 形式 | 掲載誌 | 備考 |
| --------------------------------- | ---- | --- | --- |
| おやさい戦士ともゆき              | 読切 | 未掲載（1997年） | 第40回小学館新人コミック大賞最終選考作。『曽山一寿短編集 そやまつり』に収録。 |
| 学べ!!天才太郎                    | 読切 | 未掲載 | コロコロ漫画大学校銅賞。『曽山一寿短編集 そやまつり』に収録。 |
| カービィと仲間たちの4コマシアター | 読切 | 未掲載 | 『もっともっと星のカービィ』（2000年8月発売、ISBN 978-4-88749-059-8）に収録。曽山がプロになって初めてお金を貰って描いた作品。ただし、作者名は本名の「曽山一壽」と表記されている。 |
| ガンガン面太君!!                  | 読切 | 『別冊コロコロコミック』2000年12月号 | 『曽山一寿短編集 そやまつり』に収録。 |
| ぼくのおじいちゃん                | 読切 | 未掲載 | 第47回小学館新人コミック大賞佳作受賞作。『曽山一寿短編集 そやまつり』に収録。 |
| 探偵少年カゲマン                  | 連載 | 『別冊コロコロコミック』2001年6月号 - 2002年4月号 | 最初の連載作品。『曽山一寿短編集 そやまつり』に数話収録。 |
| 絶体絶命でんぢゃらすじーさん      | 連載 | 『別冊コロコロコミックSpecial』2001年2月号(読切版)、2002年6月号 - 2010年2月、『月刊コロコロコミック』2001年6月号（読切版）、2001年10月号 - 2010年3月号、小学四年生ほか | |
| 機獣ぎゃぐわーるど ぞいどっ!!     | 3回  | 『月刊コロコロコミック』2001年8月号、『増刊てれコロコミック』2001年9月号、2002年1月号                                                                                  | 『曽山一寿短編集 そやまつり』に1話のみ収録。 |
| 野球戦士陸丸                      | 読切 | 『別冊コロコロコミックSpecial』2004年6月号 | 園山和斗名義。『曽山一寿短編集 そやまつり』に収録。 |
| わざぼー                          | 連載 | 『コロコロイチバン!』2005年1号 - 2011年5月号 | |
| ばか。                            | 読切 | 『ビッグコミックスピリッツ』2005年25号 | 単行本未収録。巻末コメントにおいて、「アポなしで持ち込みに行って、すみませんでした。」と語っている。                                                                              |
| 決勝で待ってるぜ!                 | 読切 | 『月刊コロコロコミック』2007年 | 園山和斗名義。『絶体絶命でんぢゃらすじーさん』14巻収録。 |
| 絶体絶命でんぢゃらすクソガキ      | 読切 | 『別冊コロコロコミックSpecial』2010年4月号 | 『でんぢゃらすじーさん邪』2巻収録。 |
| でんぢゃらすじーさん邪            | 連載 | 『月刊コロコロコミック』2010年4月 - 2017年3月、『別冊コロコロコミックSpecial』2010年6月号 - 2017年2月号                                                                | 『絶体絶命でんぢゃらすじーさん』の続編。 |
| ヒ・キ・ガ・ネ                    | 読切 | 『コロコロG』2010年夏号 | 単行本未収録。 |
| くちぶる                          | 読切 | 『ジャンプSQ.』2010年7月号 | 単行本未収録。 |
| 世界一つまらないマンガ            | 読切 | 同上 | 単行本未収録。 |
| カードバトラー・G・サンジャー     | 読切 | 『コロコロG』2010年冬号 | 『でんぢゃらすじーさん邪』3巻収録。 |
| でんぢゃらすGさん邪               | 3回  | 『コロコロG』2010年冬号、2011年夏号(中学生編)、2011年冬号(中学教師編)                                                                                                  | 『でんぢゃらすじーさん邪』収録。 |
| わざぼー最終章わざぐぅ!           | 連載 | 『コロコロイチバン!』2011年6月号 - 2015年3月号 | 「わざぼー」の続編。 |
| Kちゃんは38さい                   | 読切 | 『月刊IKKI』2014年2月号 | 「Kちゃん」は実在の人物。単行本未収録。 |
| でんぢゃらすリーマン              | 連載 | 『コロコロアニキ』第1号 - 2021年春号(最終号)、『コロコロオンライン』2021年4月16日、『マンガワン/裏サンデー』2021年9月2日 - 2022年7月21日                               | [ 92 ] |
| みかくにん ゆーほーくん           | 連載 | 『コロコロイチバン!』2015年4月号 - 2020年3月号 | |
| でんぢゃらすクソガキ邪            | 読切 | 『別冊コロコロコミックSpecial』2010年4月号 | 「なんと!でんぢゃらすじーさん」1巻収録 |
| なんと!でんぢゃらすじーさん       | 連載 | 『月刊コロコロコミック』2017年4月 -、『別冊コロコロコミックSpecial』2010年6月号 - 連載中                                                                               | 『でんぢゃらすじーさん邪』の続編。 |
| トキメキ♡でんぢゃらす少女         | 読切 | 『コロコロオンライン』2019年4月1日 | 『キラコロコミック』と題したエイプリルフールの企画漫画。『なんと!でんぢゃらすじーさん』8巻収録。                                                                                  |
| 神たま                            | 連載 | 『コロコロイチバン!』2020年4月号 - 連載中 | |
| とげ山とげ蔵78さい                | 読切 | 『ミラコロコミック』2020年2号 | 『なんと!でんぢゃらすじーさん』8巻収録 |
| 沢田先生と僕                      | 読切 | 『月刊コロコロコミック』2020年12月号 | 『スーパーマリオくん』連載30周年を記念した作品。『スーパーマリオくん』57巻収録。                                                                                                  |

## その他の活動
- ホラ吹け!! ウソつき村（未発表作品）
  - 第10回ボンボン新人まんが大賞選外佳作。曽山一壽名義。
- 店（未発表作品）
  - じーさんのデザインの元になっている。『曽山一寿短編集 そやまつり』表紙カバー裏に掲載。
- 「園山和斗」名義で漫画を掲載したことがある（この時の作品は短編集「そやまつり」、「絶体絶命でんぢゃらすじーさん」単行本14巻に掲載）。また、最初に考えた名義は「曽山田一寿男」だったが担当にボツにされた[36]。
- 『超こち亀』に描き下ろしイラストを寄稿。『絶体絶命でんぢゃらすじーさん』の「運動ならなんでもおまかせ隊」のメンバー、マッスル竹田とステップ長谷川が2年に1回しか登場しないのは「日暮のパクリ」と断言するネタだった。
- 『デュエル・マスターズ外伝』（松本しげのぶ作）1巻のページの埋め合わせで漫画『ボクと黒城さん』を掲載。内容は曽山と黒城凶死郎がドライブに出かけるという、曽山が実際に見た夢をモチーフにしている。
- 『かってに改蔵』（久米田康治作）22巻の読者ページにイラストが載せられている。
- アニメ『さよなら絶望先生』6話のエンドカードにイラストが載せられている。
- 2005年5月には自身初の青年誌（ビッグコミックスピリッツ25号）にて読切作品「ばか。」を掲載。
- 2009年10月には『週刊少年ジャンプ』にて当時連載されていた『いぬまるだしっ』（大石浩二作）3巻の冒頭に収録されている「まるだし対談」に参加している。
- 『小学館こども大百科キッズペディア』における「まんが」の項目を執筆。「でんぢゃらすじーさんのまんが教室」と題し、実際に漫画の形式で「まんが」を解説している[93]。
- テレビ東京系『おはスタ』1部『おはスタ645GO!GO!!!』（2014年4月7日 - 2015年4月3日）の、イラスト姿で登場するMCのコンビ芸人4組（ピース、ハリセンボン、NON STYLE、チーモンチョーチュウ）のキャラクターデザインを手掛けている。
- おたみの漫画大喜利(『少年サンデーS』2016年3月号) - スペシャルサンクスとしておたみと大喜利バトルを繰り広げている。
- 2020年6月には『STOP！海賊版』の一環として『なんと!でんぢゃらすじーさん』の「ドロボーはダメじゃの巻」を描き下ろし。
- 『月刊コミックバンチ 』2021年5月号の企画「くだらんKING」1回目のゲストとして、2ページ執筆している。
- 『月刊コロコロコミック』の創刊45周年記念として制作されたテーマソング「コロコロ魂！」のジャケットイラストを描きおろし[94]。ジャケットには楽曲の制作を行ったヒャダインとみゆはんが描かれている[94]。
- 最強太郎
  - じーさんが始まる前に1ページだけ描かれ、ボツになった漫画。『なんと!でんぢゃらすじーさん』とコラボし、作中で公開された。『なんと!でんぢゃらすじーさん』11巻収録。
- 『浦安鉄筋家族』シリーズ30周年記念のお祝いイラストを『週刊少年チャンピオン』2023年10号に寄稿[95]。